# Ruth Ann Swenson
Ruth Ann Swenson (25 de agosto de 1959, Bronxville, New York) es una soprano estadounidense de coloratura.
Estudió en la Academy of Vocal Arts de Filadelfia y en West Hartford, Connecticut perfeccionándose en el Merola Program de la Ópera de San Francisco.
Debutó en 1983 como Despina en Cosí fan tutte de Mozart obteniendo notoriedad como Dorinda en Orlando de Handel junto a Marilyn Horne. 
En 1991 debutó en el Metropolitan Opera como Zerlina en Don Giovanni de Mozart y en 1993 ganó el Richard Tucker Music Foundation Award. En el teatro neoyorquino ha cantado entre 1991 y 2008 más de 200 representaciones como Gilda en Rigoletto, Cleopatra en Giulio Cesare, Rosina en El barbero de Sevilla, Zerbinetta en Ariadne auf Naxos, Manon de Massenet, Violetta en La Traviata, Liú en Turandot, las cuatro heroínas de Los cuentos de Hoffmann, Lucia di Lammermoor, Mimi y Musetta en La Boheme, Adina en L'elisir d'amore, Micaela en Carmen y Marguerite en Faust.
Otros papeles son Adalgisa en Norma, Julieta en Romeo y Julieta, Rodelinda de Handel, Ginevra en Ariodante, Anne Trulove en The Rake's Progress, Amelia en Simón Boccanegra, Elvira en Los Puritanos, Giulietta en I Capuleti e i Montecchi, la condesa en Las bodas de Fígaro, Constanza en El rapto en el serrallo, Adele en Die Fledermaus, Inés en La Africana, Nannetta en Falstaff y otras.
Ha cantado además en la Ópera de París, Covent Garden, Staatsoper Unter den Linden, Grand Théâtre de Genève, Hamburgo, Bayerische Staatsoper, Lyric Opera of Chicago, Cincinnati Opera, Baltimore Opera, Palm Beach Opera, etc.
Está casada con el barítono David Burnakus y vive en Napa, California.
Es doctora honoraria del Conservatorio de San Francisco donde dicta clases magistrales.
Entre 2006-2007 suspendió sus actividades profesionales para tratarse de Cáncer de seno.